# You're a Jerk
You're a Jerk è un brano musicale del duo hip hop statunitense New Boyz, pubblicato come primo singolo estratto dall'album Skinny Jeanz & a Mic il 2 aprile 2009. Il singolo ha raggiunto la ventiquattresima posizione della classifica Billboard Hot 100.

## Tracce
Digital download
1. You're a Jerk - 3:09

Digital download EP
1. You're a Jerk - 3:09
2. You're a Jerk (music video) - 3:20

You're a Jerk/Dot Com Maxi Single
1. You're a Jerk (Webstar Remix) - 3:47
2. You're a Jerk (Fabo Remix) - 3:47
3. You're a Jerk (JumpSmoker Remix) - 3:22
4. You're a Jerk (Versatile Remix) - 5:50
5. Dot Com - 3:31

## Classifiche
| Classifica (2009)                    | Posizione più alta |
| ------------------------------------ | ------------------ |
| U.S. Billboard Hot 100               | 24                 |
| U.S. Billboard Hot R&B/Hip-Hop Songs | 13                 |
| U.S. Billboard Hot Rap Tracks        | 4                  |